# Job Sam Andy
Hon. Job Sam Andy (* 10. August 1968) ist ein vanuatuischer Politiker der Leaders Party of Vanuatu (LPV), der seit 2020 Mitglied des Parlaments ist.

## Leben
Job Sam Andy besuchte zwischen 1974 und 1978 die Lehili Primary School sowie von 1980 bis 1987 das Lycée Louis Antoine De Bougainville. Nach dem Schulbesuch war er unter anderem zwischen 1989 und 1993 Teile- und Lackbeauftragter bei Tebakor Pressing sowie von 1994 bis 1996 Teile- und Lackbeauftragter bei Laho Motors limited. Im August 1996 wechselte zum Toyota- und Yamaha-Händler Asco Motors Vanuatu und war dort zunächst zunächst zehn Jahre lang als Fahrzeugverkäufer tätig, wobei er im Dezember 2002 vom Institut des Toyota-Konzerns die „Auszeichnung als bester Verkäufer für den Südpazifik“ verliehen bekam. Nachdem er im Mai 2007 einen Lehrgang für Fehler im Informationssystem beim Toyota-Institut in Suva absolviert hatte, war er zwischen August 2007 und Januar 2016 Nationaler Verkaufsmanager und schließlich von Februar 2016 bis Dezember 2018 Geschäftsführer von Asco Motors Vanuatu. In den Jahren 2017 bis 2019 nahm er im Juni und November jeweils an den halbjährlichen Unternehmenstreffen Global Leaders Summit in Malaysia teil.
Bei der Wahl am 19./20. März 2020 wurde er für die Leaders Party of Vanuatu (LPV) im Wahlkreis Leaders Party of Vanuatu erstmals zum Mitglied des Parlaments (Palamen blong Vanuatu) gewählt und gehört diesem nach seiner Wiederwahl am 13. Oktober 2022 seither an. Während seiner Parlamentszugehörigkeit fungierte er in der zwölften Legislaturperiode (2020 bis 2022) als Mitglied des Ausschusses für öffentliche Finanzen (Public Accounts Committee).